# Annibale Chieppio
Annibale Chieppio (Mantova, 1563 – 28 gennaio 1623) è stato un nobile e politico italiano.

## Biografia
Annibale Chieppio nacque a Mantova nel 1563 dal conte Giovanni Chieppio. Nella sua infanzia venne educato dal canonico Giulio Cesare Spada che divenne suo tutore dopo la morte del padre nel 1575. Nel 1584 divenne membro dell'Accademia degli Invaghiti dove si distinse per la sua cultura e il suo intelletto, intorno al 1587 fu ammesso alla Corte dei Gonzaga, grazie al suo impegno in ambito militare e politico.
Nel 1591 il duca Vincenzo I Gonzaga lo nominò segretario ducale, a quel punto la sua vita si mescolò a i fatti politici e diplomatici del Ducato di Mantova e dei duchi che lo governarono. Col suo impegno politico migliorò l'economia del ducato mantovano, così dopo molte incertezze nel 1595 il duca lo nominò consigliere supremo di Stato; da quel momento amministrò la politica interna ed estera del ducato di Mantova. Durante il suo governo mise in mostra le sue qualità di diplomatico e di politico, e venne considerato dai mantovani l'unico uomo capace di indirizzare le grandi ambizioni del duca Vincenzo I Gonzaga, che lo considerò uno dei ministri principali del suo regno. Col passare del tempo e delle situazioni politiche e diplomatiche, il ministro Chieppio perseguì perseveranza la sua idea economica e politica, tenendo a freno anche le ambizioni dei due successori del duca Vincenzo I Gonzaga, i duchi Francesco IV Gonzaga e Ferdinando Gonzaga. Nel 1618, dopo aver terminato il suo mandato di governo, decise di dirigere insieme ad Alessandro Striggi un piano rigido di contenimento economico e finanziario della situazione economica del Ducato di Mantova, il quale cominciò ad aggravarsi dopo la morte del duca Vincenzo; il conte Annibale Chieppio abitò per tutta la sua vita in un palazzo di città acquistato dal duca il 13 febbraio 1602, il quale lo aveva avuto in dono da Giovan Francesco Cortona.
Morì a Mantova il 28 gennaio 1623.

## Discendenza
Annibale sposò nel 1590 Lavinia Rovelli ed ebbe quindici figli, tra i quali:
- Francesco Chieppio, frate cappuccino
- Ludovico Chieppio, cameriere segreto di Ferdinando Gonzaga, e membro del senato di Giustizia durante la Reggenza di Maria Gonzaga

la sua ultima figlia sposò il conte Francesco Alberto d'Arco, che divenne erede universale dei titoli e del patrimonio della Famiglia Chieppio.